# História da Somalilândia
A história da Somalilândia, uma região do chifre oriental da África, cercada pelo Oceano Índico, Golfo de Aden e a massa terrestre africana do leste, começa com a habitação humana de há dezenas de milhares de anos. Inclui as civilizações de Punt, os otomanos e as influências coloniais da Europa e do Oriente Médio.

## Pré-história
A região tem sido habitada desde pelo menos o Paleolítico. Durante a Idade da Pedra, as culturas Doian e Hargeisan floresceram aqui um país formado por Maxamed Mahamoud Abdulkadir Mahamud Gurey. A evidência mais antiga de costumes funerários no Chifre de África vem de cemitérios que remontam ao 4º milênio a.C. Os instrumentos de pedra em Jalelo, no norte, também foram caracterizados em 1909 como importantes artefatos demonstrando a universalidade arqueológica durante o Paleolítico entre o Oriente e o Ocidente.
De acordo com os linguistas, as primeiras populações de línguas afro-asiáticas chegaram à região durante o período Neolítico que se seguiu da proposta da expansão afroasiática no vale do Nilo, ou no Oriente Próximo. Outros estudiosos propõem que a família afro-asiática se desenvolveu no Chifre africano, com seus falantes posteriormente se dispersando a partir daí.
O complexo Laas Gaal nos arredores de Hargeisa, remonta a cerca de 5.000 anos e possui arte rupestre retratando animais selvagens e vacas decoradas.